# 학부
학부(faculty)는 대학 또는 칼리지(college) 내의 한 과목 영역 또는 관련 과목 영역 그룹으로 구성된 부서이며, 수준(예: 학부(undergraduate))에 따라 구분될 수도 있다. 북미에서 학술 부서는 때때로 단과대학(college), 학교(school) 또는 학과(department)로 명명되며 대학(university)은 때때로 여러 용어를 혼합하여 사용한다. 예를 들어, 하버드 대학에는 예술 및 과학 학부(Faculty of Arts and Sciences)와 로 스쿨(Law School)이 있다.

## 학사 과정
학부(學部)는 대학의 학사 과정을 일컫는 말로, 대학원 과정에 대비되는 말로 현재 한국에서 통용된다.

### 학부생
일본의 대학제도를 한 때 따랐던 과거의 흔적이 아직 남아있는 것으로 "학부생"이라는 단어를 들 수 있다. "학부생"은 영어 "undergraduate"으로 번역되는 말로써 대학원생(graduate)에 대비되어 학사학위를 아직 못 받은 "대학생"의 의미이다. 일본에서 대학생은 모두 개별 학부소속이므로 학부생은 (학사과정의) 대학생이란 의미가 된다.

## 종합대학 안의 개별 단과대학
학부(學部)는 본래는 일본에서 건너온 말로써 현재 한국 대학의 "대학" 혹은 "칼리지"에 해당한다. 즉, 종합대학내의 개별 단과대학을 일본에선 학부라고 한다. 일본의 종합대학안에는 "의학부", "공학부", "농학부", "문학부"등이 존재하는 것이다. 일본에서는 이것을 영어로 "Faculty"로 번역을 하는데 현재 미국에서 통용되는 의미의 "Faculty"와는 또 달라서 혼란을 가중시킨다. 미국에서 통용되는 "Faculty"는 학생이나 직원에 대비되는 "교수진"이라는 뜻이기 때문이다. 미국대학에서는 개별 단과대학을 칭할 때 "Faculty"를 사용하지 않고 "College"나 "School"을 사용한다. 예외적으로 하버드 대학에서는 문리대를 지칭할 때 Faculty of Arts and Sciences라는 표현을 사용한다. 여타 대학에서는 College of Arts and Sciences라고 한다.

## 개별 학과가 통합된 대형 학과
1990년대 중반이후로 정부주도의 학과통폐합이 시행되면서 몇몇의 학과를 묶어 하나의 단일 "학부"로 편제하는 일이 벌어졌는데 여기서의 "학부"의 의미는 위와 완전히 다른 것임에 주의해야 한다. 특정 대학내에 (통합된) 학부와 (통합에서 제외된) 학과가 공존하고 있으므로 학부는 대학과 동급의 조직이 아니기 때문이다. 가령 서울대의 경우, 사회과학대학내에 "경제학부"가 있고 "심리학과"가 있다. 여기서 "학부"와 "학과"의 차이는 규모의 차이일 뿐 행정의 단계의 차이는 없다.

## 같이 보기
- 학과
- 단과대학과 종합대학
- 학부 교육
- 교수진(faculty)
- 칼리지